# Jiří Špét
Jiří Špét (25. září 1928 Praha – 29. květen 2012) byl český historik, muzeolog, pedagog, redaktor, dlouholetý člen Historického klubu a Společnosti přátel starožitností.

## Život a kariéra
V letech 1939 až 1947 studoval na žižkovském gymnáziu. V roce 1951 absolvoval na Filozofické fakultě Karlovy univerzity, obor čeština-dějepis. V následujícím roce obhájil svou disertační práci na téma Vědecké působení Antonína Rezka (Studie literárně historická). V průběhu let 1951 až 1962 byl středoškolským profesorem na školách v Damníkově, Chrudimi, Chotěboři a od roku 1954 Praze. V roce 1962 se stal odborným pracovníkem Muzea tělesné výchovy a sportu v Praze. V období 1963 až 1972 pracoval jako vědecký pracovník Národního muzea a zástupce ředitele Ústředního muzeologického kabinetu. V roce 1967 úspěšně obhájil svou kandidátskou práci. Od roku 1972 až 1990 působil na Ministerstvu kultury jako referent pro muzejnictví.
Věnoval se také pedagogické činnosti v oboru muzeologie: v letech 1968 až 1990 vyučoval na pomaturitním studiu organizovaném Národním muzeem v Praze muzejnictví a konzervátorství, od roku 1975 až do roku 1995 přednášel na katedře muzeologie brněnské Masarykovy univerzity. Účastnil se též aktivně výuky v rámci Mezinárodní letní školy muzeologie (ISSOM). Neméně důležitá je i jeho spolková činnost, zejména v Historickém klubu, kde působil od roku 1949 do roku 1972, a to postupně jako knihovník, tajemník, jednatel a člen výboru, a dále ve Společnosti přátel starožitností, zde zastával v letech 1963 až 1988 funkci jednatele, člena výboru a místostarosty.

## Dílo
Špétova vlastní bibliografie, která čítá téměř 800 záznamů je obsažena v publikaci Jana Doláka a Marie Gilbertové: Historik Jiří Špét. Život a dílo, jenž vydala Masarykova univerzita v Brně roku 2010.
Jako historik se již v počátcích své odborné činnosti zaměřil na dějiny českého dějepisectví druhé poloviny 19. století a 20. století, zejména se zabýval Antonínem Rezkem, Jaroslavem Gollem a tzv. Gollovou školou. V roce 1957 dokončil rukopis Dějiny Historického klubu v Praze věnovaný vývoji spolku v letech 1872 až 1955. Dějinám české historiografie a muzejnictví je zasvěcena i jeho kandidátská práce z roku 1967 Historická věda na univerzitě a Národní muzeum zejména v letech osmdesátých a devadesátých 19. století (Příspěvkyk dějinám české historiografie a muzejnictví). V následujícím období své tvůrčí činnosti se již plně věnoval správě muzejních sbírek, muzejní metodice a legislativě a vývoji českého muzejnictví. Špétův Přehled vývoje českého muzejnictví I. (do roku 1945) vyšel dvakrát (jednou v roce 1979, podruhé jej v roce 2003 vydala Masarykova univerzita), druhý díl zachycující vývoj muzejnictví v letech 1945-1988 nebyl již po listopadu 1989 distribuován. Další Špétovo dílo pod názvem Formování a rozvoj socialistického muzejnictví v ČSR: (1945-1985) se věnuje, jak již název napovídá, rozvoji československého muzejnictví období od 2. světové války do roku 1985 (vydalo Národní muzeum v roce 1988). V době svého působení na Ministerstvu kultury ČR na postu referenta pro muzejnictví se Špét zasloužil o vypracování nových směrnic pro správu, evidenci a ochranu sbírek v muzeích a galeriích (Správa, ochrana a evidence muzejních sbírek: výkladový komentář a doporučující pokyny ke Směrnicím pro správu, evidenci a ochranu sbírek v muzeích a galeriích, vydalo Národní muzeum v roce 1984) a dále o legislativní opatření č. 390/1979 – Směry a vývoje dalšího rozvoje muzeí v ČSR. Jiří Špét se jako redaktor podílel na časopisech a titulech: Dějepis (a zeměpis)ve škole (působil v redakční radě v letech 1954-1969/1970), Zprávy Společnosti přátel starožitností (1965-1978), Acta regionalia (1965-1974), Bibliografie muzeologické literatury (za léta 1963-1978) a Bibliographia museologica 1818-1967 (vyd. 1968). Přispíval též do časopisu Práce z dějin Akademie věd, který vydává Masarykův ústav a Archiv Akademie věd České republiky, v. v. i. (jedním z posledních byl vzpomínkově laděný příspěvek věnovaný Historickému klubu a osobnosti Jaroslava Werstadta nazvaný Historický klub za starostování Jaroslava Werstadta, Práce z dějin Akademie věd, 2010, roč. 2, s. 13-28).